# Yoporeka Somet
Yoporeka Somet, né en 1963 en Côte d'Ivoire, est un écrivain burkinabè, docteur en philosophie. Ses travaux portent essentiellement sur  les civilisations africaines.

## Biographie

### Enfance et études
Yoporeka Somet est né en Côte d'Ivoire de parents Burkinabè et a étudié la Philosophie à l'Université de Ouagadougou (Université Joseph Ki-Zerbo), puis la sociologie et l'égyptologie à l'Université de Strasbourg en France,. 

### Vie professionnelle
Yoporeka Somet est enseignant à l'Université Cheikh Anta Diop de Dakar.
Il collabore également à la revue Ankh, revue d'égyptologie et des civilisations africaines,.

## Œuvres
Il est l'auteur de plusieurs ouvrages. Notamment:
- L'Afrique dans la philosophie - Introduction à la philosophie africaine pharaonique
- Cours d'initiation à la langue égyptienne pharaonique
- Le roi Khoufou et ses magiciens, Contes de l'Égypte ancienne
- L'Egypte ancienne, Un système africain du monde
- Anthony William Amo, sa vie et son œuvre